# Riu Leza
El Leza és una vall, i també un riu, a La Rioja. Neix al vessant del nord de les muntanyes de Cerro Castillo i Monterreal, contraforts de la Serralada Ibèrica, i desemboca en l'Ebre en el terme d'Agoncillo. El seu afluent principal és el riu Jubera al que rep per la dreta a Murillo de Rio Leza.